# Anton Putsila
Anton Kanstantsinavitch Putsila (en biélorusse : Антон Канстанцінавіч Пуціла) ou Anton Konstantinovitch Putilo (en russe : Антон Константинович Путило) est un footballeur international biélorusse, né le 10 juin 1987 à Orcha en Biélorussie. Il évolue actuellement au Dinamo Minsk comme milieu offensif.

## Équipe nationale
Anton Putsila commença sa carrière internationale le 4 février 2008, lors d'un match amical face à l'Arménie et le 3 mars 2010, il inscrit son premier but face à l'Arménie.
50 sélections et 6 buts avec la Biélorussie depuis 2008.

## Statistiques détaillées

### En sélection

#### Buts en sélection
| Buts en sélection de Anton Putsila | Buts en sélection de Anton Putsila | Buts en sélection de Anton Putsila       | Buts en sélection de Anton Putsila | Buts en sélection de Anton Putsila | Buts en sélection de Anton Putsila | Buts en sélection de Anton Putsila |
|                                    | Date                               | Lieu                                     | Adversaire                         | Score                              | Résultat                           | Compétition                        |
| ---------------------------------- | ---------------------------------- | ---------------------------------------- | ---------------------------------- | ---------------------------------- | ---------------------------------- | ---------------------------------- |
| 1.                                 | 3 mars 2010                        | Stade Antalya Atatürk, Antalya (Turquie) | Arménie                            | 1-0                                | 3-1                                | Match amical                       |
| 2.                                 | 27 mars 2010                       | Stadion Lind, Villach (Autriche)         | Honduras                           | 1-1                                | 2-2                                | Match amical                       |
| 3.                                 | 27 mars 2010                       | Stadion Lind, Villach (Autriche)         | Honduras                           | 2-1                                | 2-2                                | Match amical                       |

NB : Les scores sont affichés sans tenir compte du sens conventionnel en cas de match à l'extérieur (Biélorussie-Adversaire)

## Palmarès
Dinamo Minsk
- - Champion de Biélorussie en 2004.